# Antonio París Sanz de Santamaría
Antonio París Sanz de Santamaría (12 de junio de 1818-18 de junio de 1853), joven líder bogotano, nacido el 12 de junio de 1818 y asesinado en Bogotá el 18 de junio de 1853, hijo del coronel Mariano París Ricaurte y de María Francisca Sanz de Santamaría Ricaurte.

## Biografía
Antonio París era un joven dedicado a las actividades agrícolas, que su fervorosidad por el país lo hizo tomar partido en la convulsionada vida política de su época. Contrajo matrimonio el 21 de abril de 1845 con María Petronila Lafaurie Bravo, nacida en Bogotá el 19 de junio de 1821 y fallecida en la misma ciudad el 19 de febrero de 1900, hija de Pedro Lafaurie De la Sierra y Concepción Bravo. Fueron padres de Carlos, Ismael, José Roberto, María Hortensia y Sara María París Lafaurie.

## Disputas entre cachacos y artesanos
La figuración de Antonio París en la historia de Colombia fue por cuenta de la violencia que generó en Bogotá la influencia de la segunda Revolución Francesa, ocurrida de 1848. Las medidas revolucionarias del gobierno del general José Hilario López (1849-1853) y el incremento de las sociedades populares, recrudecieron la oposición conservadora, haciendo estallar en Pasto la revolución de 1851 que fue rápidamente sofocada por el gobierno. Consolidado el Partido Liberal, terminó dividiéndose entre los antiguos que buscaban los caminos institucionales y los jóvenes que querían extremar las libertades hasta hacer innecesario el gobierno, conociéndose al primero como draconianos y al segundo como gólgotas.
El general José María Obando asumió la presidencia del país en 1853 y ante la división liberal, tomó partido por el bando draconiano, que se vio nutrido por el Ejército y los artesanos, quienes se adjudicaron la reivindicación de todos los derechos posibles en contra de la "gente de casaca" o cachacos a los que aborrecía, y que se identificaban con las ideas girondinas que copaban la mayoría del Congreso y que tenían como vocero principal al senador Florentino González. Al impulsar una propuesta de alzas del arancel aduanero a productos importados ante una Cámara de Representantes que le era mayoritariamente contraria, los artesanos pertenecientes a la llamada sociedad democrática provocaron una violenta revuelta de presión a las afueras de la Casa Consistorial que era sede del legislativo, que al final fue vencida por la valiente intervención de Joaquín Suárez Fortoul y un grupo de jóvenes que salieron en defensa del Congreso, entre quienes se destacó Antonio París. Al final de la reyerta, el presidente Obando apareció en el lugar, pidiendo concordia entre las facciones.
Como se sofocara la manifestación y estuviera el Congreso debatiendo el proyecto de nueva Constitución, está fue aprobada a los dos días de los sucesos por consenso entre conservadores y gólgotas, persistiendo una fuerte oposición draconiana. El reflejo de la tensión se manifestaba en las calles entre artesanos y cachacos, quienes no perdían oportunidad de provocación, las cuales se materializaron en las festividades de La Octava del barrio Las Nieves, en las que los cachacos investidos de soberbia, entraron en pelea abierta con los artesanos, que lograron derrotarlos con apoyo del Ejército. La humillación a la que fueron sometidos los cachacos, envalentonó la presencia de los artesanos en las calles, convirtiendo en acto de alto riesgo el tránsito de un cachaco por las calles de Bogotá, sobre todo después de las seis de la tarde.

## Asesinato
Fueron víctimas de la imprudencia el senador Florentino González y el general Eustorgio Salgar, que resultaron apaleados en las calles. "Por las noches recorrían la ciudad patrullas de soldados acompañados de artesanos que gritaban ¡Mueran los gólgotas, abajo los cachacos!, y al infortunado encuentro con algún cachaco, la tropa desviaba su camino para que los artesanos ejecutaran sus golpizas sin verse limitados.
En medio del convulsionado ambiente, y encontrándose el barrio de San Victorino preparando su versión de la fiesta de la Octava, Antonio París contrató una serenata para su esposa Petronila. Cerca de la medianoche, salió París de su casa en compañía de los músicos a la plazuela de San Victorino, con el fin de participar en las tertulias que se armaban por las fiestas. Buscando regresar a sus hogares, los músicos contratados por París se encontraron con cuatro hombres de ruana que tocaban tiple y que les indagaron de cuál bando eran. Cuando el guitarrista Nicomedes Mata dijo ser cachaco, lo empujaron y le hicieron romper su instrumento. 
Antonio París, que iba rezagado del grupo, se adelantó tratando de calmar los ánimos, pero recibió una pedrada en la sien izquierda, y antes de poder incorporarse, el agresor le propinó una puñalada por el costado izquierdo que le interesó tres costillas y le atravesó el corazón por el ventrículo izquierdo, quedando muerto en el sitio. Mata se lanzó del puente de San Victorino al río, y sus acompañantes fueron en búsqueda del jefe político Zenón Baraya. El grupo agresor comenzó a correr y a gritar que los cachacos habían matado a un artesano. Uno de ellos se deshizo en su casa de los utensilios que llevaba y regresó al Puente a ayudar a conducir al muerto al Hospital San Juan de Dios, lugar en el que lo reconoció Félix Guillén y pidió su detención.

## Sepelio y condenas a los asesinos
La violenta muerte de Antonio París motivó a los cachacos a dirigirse en masa al gobernador Patrocinio Cuéllar, para exigirle condenas a los culpables y evitar que el amenazado grupo social tuviera que armarse para defenderse. El 20 de junio concurrió toda la clase alta bogotana a la misa fúnebre de París en el templo de Santo Domingo y acompañó su cadáver al cementerio. El gobierno identificó al matador de cerdos Nepomuceno Palacios, al herrero Eusebio Robayo, al carpintero Zenón Zamudio y al tratante Espiritusanto Amézquita como los integrantes del grupo que asesinó a Antonio París. Cuatro días después, recolectada suficiente evidencia, fue condenado Palacios a la pena de muerte y a sus compañeros a veintiún años de presidio. Las peticiones de conmutar la pena a Palacios fueron negadas por Rafael Núñez, secretario de gobierno de Obando, y con prontitud, se ordenó la ejecución, manifestando Palacios su arrepentimiento y carencia de intención de asesinar a París, quien gozaba de alta popularidad entre los artesanos a pesar de su condición de cachaco, al punto que el asesino manifestó que de haber reconocido a Antonio, "lo habría defendido aun a costa de su vida". El 5 de agosto de 1853 a las diez y treinta de la mañana, fue fusilado Palacios ante la masiva concurrencia de cachacos. A pesar del ajusticiamiento, la tensión entre artesanos y cachacos no terminó, desembocando en la revolución del 17 de abril de 1854 que condujo al derrocamiento del presidente Obando a manos del comandante del Ejército, general José María Melo, paradójicamente casado con una prima hermana de Antonio París.